# Polyserositis
Polyserositis oder Polyseritis ist eine gleichzeitige entzündliche Reaktion der Serosaauskleidung mehrerer Körperhöhlen und tritt meist zusammen mit einer anderen Allgemeinerkrankung auf wie Tuberkulose, Toxoplasmose, Lupus erythematodes und Polyarthritis. Auch der Morbus Whipple kann von einer Polyserositis begleitet sein.

## Quelle
1. ↑  Roche Lexikon Medizin, fünfte Auflage